# Beaupouyet
 Beaupouyet  (en occitano Beupoiet) es una población y comuna francesa, situada en la región de Aquitania, departamento de Dordoña, en el distrito de Périgueux y cantón de Mussidan.

## Demografía
| 520 | 510 | 532 | 512 | 439 | 465 |
| Para los censos de 1962 a 1999 la población legal corresponde a la población sin duplicidades (Fuente: INSEE [Consultar]) |     |     |     |     |     |